# Husträsktjärnarna
Husträsktjärnarna är en sjö i Vindelns kommun i Västerbotten och ingår i Umeälvens huvudavrinningsområde. Husträsktjärnarna ligger i Vindelälven Natura 2000-område.